# Pål Haugen Lillefosse
Pål Haugen Lillefosse (4 giugno 2001) è un astista norvegese, vincitore della medaglia di bronzo agli Europei di Monaco di Baviera 2022.

## Palmarès
| Anno | Manifestazione  | Sede     | Evento           | Risultato      | Prestazione | Note |
| ---- | --------------- | -------- | ---------------- | -------------- | ----------- | ---- |
| 2018 | Europei U18     | Győr     | 100 m piani      | Bronzo         | 10"72       |      |
| 2018 | Europei U18     | Győr     | Salto con l'asta | Oro            | 5,46 m      |      |
| 2018 | Europei U18     | Győr     | Svedese          | Batteria       | 1'59"58     |      |
| 2019 | Europei U20     | Borås    | Salto con l'asta | Oro            | 5,41 m      |      |
| 2021 | Europei U23     | Tallinn  | Salto con l'asta | 5º             | 5,60 m      |      |
| 2022 | Mondiali indoor | Belgrado | Salto con l'asta | 10º            | 5,60 m      |      |
| 2022 | Mondiali        | Eugene   | Salto con l'asta | 9º             | 5,80 m      |      |
| 2022 | Europei         | Monaco   | Salto con l'asta | Bronzo         | 5,75 m      |      |
| 2023 | Europei indoor  | Istanbul | Salto con l'asta | 7º             | 5,60 m      |      |
| 2023 | Europei U23     | Espoo    | Salto con l'asta | Bronzo         | 5,66 m      |      |
| 2023 | Mondiali        | Budapest | Salto con l'asta | Qualificazione | nm          |      |